# Laila el-Haddad
Laila El-Haddad, en árabe: ليلى الحداد‎, (Kuwait, 1978) es una periodista, escritora y analista política palestina radicada en Estados Unidos. Imparte conferencias sobre Gaza, la relación entre comida y política, y el Islam contemporáneo. También es asesora de políticas de Al-Shabaka. la red de política palestina.
Es autora de Gaza Mom: Palestine, Politics, Parenting, and Everything In Between (Mamá de Gaza: Palestina, política, paternidad y todo lo demás), coautora de The Gaza Kitchen: A Palestina Culinary Journey (La cocina de Gaza: Un viaje culinario a Palestina) y coeditora de Gaza Unsilenced.

## Trayectoria
El-Haddad nació en Kuwait, creció en Arabia Saudita, donde trabajaban sus padres, y pasaba los veranos en Gaza. Viajó a los Estados Unidos para asistir a la Universidad Duke. Más tarde realizó un máster en la Escuela Harvard Kennedy, donde recibió la Beca Clinton para estudiantes de posgrado palestinos. Se mudó a Gaza para trabajar como periodista mientras su marido permanecía en Estados Unidos. La experiencia de esperar constantemente, ya sea por la documentación o por la apertura de las fronteras, moldea parte de su visión de los problemas que enfrentan los palestinos.
De 2003 a 2007, fue corresponsal en Gaza del medio de comunicación Al Jazeera. Cubrió la retirada de Gaza en 2005 y las elecciones parlamentarias palestinas en 2006. Además, codirigió la película Tunnel Trade de la productora Tourist With A Typewriter, y colaboró en la Guía de Turismo Alternativo de Palestina, con sede en Beit-Sahur.
En 2010, recopiló parte de sus entradas de blog  y otros escritos en un libro titulado Gaza Mom: Palestine, Politics, Parenting, and Everything In Between (Mamá de Gaza: Palestina, política, paternidad y todo lo demás).
Ha publicado en medios de comunicación como The Washington Post, The International Herald Tribune, The Baltimore Sun, New Statesman, Le Monde diplomatique y The Electronic Intifada, y ha sido invitada en canales de televisión como Al Jazeera, CNN y BBC, y en emisora de radio estadounidense NPR.

## Reconocimientos
Fue autora de un blog llamado Raising Yousuf: Diary of a Mother Under Occupation, también conocida como Gaza Mom. El sitio web ganó el premio Brass Crescent al "mejor blog de Medio Oriente", fue nominado como mejor blog de Medio Oriente en el Premio Bloggies 2007, fue seleccionado como Blog del día por BlogAwards.com, y fue elegido como Blog destacado por Blogspot.

## Obra
El-Haddad ha publicado dos libros.Gaza Mom: Palestine, Politics, Parenting, and Everything In Between (Mamá de Gaza: Palestina, política, paternidad y todo lo demás), publicado en 2010, es una recopilación de los blogs de El-Haddad y otros escritos sobre su vida diaria mientras cubría la historia de Gaza, y trataba de explicársela a sus hijos.
En 2013, fue coautora de The Gaza Kitchen: A Palestina Culinary Journey (La cocina de Gaza: Un viaje culinario a Palestina) con Maggie Schmitt. Este libro de cocina de recetas de toda la Franja de Gaza explora el patrimonio alimentario de la región y cuenta las historias de mujeres y hombres de Gaza para retratar la realidad de la vida palestina desde una perspectiva personal.